# Oncideres guttulata
Oncideres guttulata är en skalbaggsart som beskrevs av Thomson 1868. Oncideres guttulata ingår i släktet Oncideres och familjen långhorningar.
Artens utbredningsområde är Uruguay. Inga underarter finns listade i Catalogue of Life.